# Ruta N-299
La Ruta N-299 es una ruta regional chilena de la Región de Ñuble que une los poblados de Cachapoal y Flor de Quihua. La ruta se inicia en el sector de Las Rosas en el pueblo de Cachapoal con el nombre de Las Rosas, luego su nombre cambia a Calle Pincheira y por último a Calle Víctor Tapia.

## Ramal Autovía Litoral Central

### Enlaces
- kilómetro 0 Las Rosas.
- kilómetro 4 Cachapoal Centro.
- kilómetro 5 Avenida Sepúlveda.
- Kilómetro 6 Camino a Las Tomas.
- kilómetro 7 La Quinta.
- kilómetro 8 Camino Vecinal.
- kilómetro 10 Salida Cachapoal.
- kilómetro 13 Flor de Quihua.
- kilómetro 14 Flor de Quihua Centro.
- Kilómetro 16 Río Ñuble.

## Estaciones de Servicio en Carretera
- Kilómetro 4 Copec en Cachapoal (próxima)

- Datos: Q6114003